# Czarnostopka ciemnonoga
Czarnostopka ciemnonoga, żagiew ciemnonoga (Picipes melanopus (Pers.) Zmitr. & Kovalenko) – gatunek grzybów należący do rodziny żagwiowatych (Polyporaceae).

## Systematyka i nazewnictwo
Pozycja w klasyfikacji według Index Fungorum: Picipes, Polyporaceae, Polyporales, Incertae sedis, Agaricomycetes, Agaricomycotina, Basidiomycota, Fungi.
Po raz pierwszy takson ten opisał w 1797 r. Christiaan Hendrik Persoon jako Boletus melanopus. Obecną, uznaną przez Index Fungorum nazwę, nadali mu w 2016 r. Ivan V. Zmitrovich i Alexander E. Kovalenko. Ma około 40 synonimów naukowych. Niektóre z nich:
- Leucoporus melanopus (Pers.) Quél. 1886
- Polyporus groenlandicus M. Lange & L. Hansen 1957
- Polyporellus melanopus (Pers.) P. Karst. 1879
- Polyporus melanopus (Pers.) Fr. 1821[2].

W 1967 r. Stanisław Domański nadał mu polską nazwę żagiew ciemnonoga. Po przeniesieniu do rodzaju Picipes stała się niespójna z nazwą naukową. W 2021 r. Komisja ds. Polskiego Nazewnictwa Grzybów przy Polskim Towarzystwie Mykologicznym zarekomendowała nazwę czarnostopka ciemnonoga.

## Morfologia
Bazydiokarp
Jednoroczny poliporoidalny, złożony z kapelusza i trzonu. Często ze wspólnej podstawy wyrasta kilka owocników.
Kapelusz
O średnicy do 10 cm i grubości do 2 cm, okrągły, płaski lub pofałdowany z płytkim, centralnym zagłębieniem. Powierzchnia górna matowa, bezstrefowa, początkowo szarawobiała, ale wkrótce bladobrązowa do szarawobrązowej, przechodząca w czarniawobrązową, początkowo drobno łuszcząca się do drobno łuskowatej, wkrótce naga i pomarszczona, bardziej w stanie suchym. Brzeg tej samej barwy, często falisty lub wygięty.
Hymenofor
Powierzchnia porów biaława, przechodząca w kremową lub jasnosłomkową, strefa porów wyraźnie odgraniczona od ciemnobrązowego, aksamitnego trzonu. Pory okrągłe do kanciastych, 3–4 na mm, z grubymi, pełnymi rozwarstwieniami, warstwa rurek nieco ciemniejsza, odróżniająca się od kontekstu i oddzielona od niego lekko brązowawą warstwą o grubości do 0,5 mm. Kontekst biały, niestrefowany, w stanie suchym twardy, w eksykatach kruchy, o grubości do 5 mm
Trzon
Centralny lub nieco ekscentryczny, o długości do 5 cm i grubości do 2 cm, prosty, z podziemną częścią podobną do korzeni drzew, znacznie kurczącą się po wyschnięciu. Powierzchnia pod kapeluszem aksamitna i ciemnobrązowoczarna, niżej naga, czarniawa.
Cechy mikroskopowe
System strzępkowy dimityczny, w kontekście strzępki generatywne o średnicy 3–5 µm, pod działaniem KOH szkliste, cienkościenne, rzadko rozgałęzione, ze sprzążkami, strzępki szkieletowe o średnicy 2–7 µm, szkliste, grubościenne, ale o szerokim świetle, z rzadkimi odgałęzieniami. Strzępki w tramie podobne, w kapeluszu tworzą gęstą warstwę o niewyraźnej strukturze. Podstawki 16–22 × 6–8 µm, maczugowate, 4-sterygmowe, ze sprzążką w podstawie. Bazydiospory cylindryczne, 7–9(10) x 3–4 µm.

## Występowanie i siedlisko
Występuje na wszystkich kontynentach poza Antarktydą. W Polsce Władysław Wojewoda w 2003 r. przytoczył kilkanaście stanowisk, w późniejszych latach podano następne. W Czerwonej liście roślin i grzybów Polski ma kategorię zagrożenia E – gatunek wymierający, którego przeżycie jest mało prawdopodobne, jeśli nadal będą działać czynniki zagrożenia. Aktualne stanowiska podaje także internetowy atlas grzybów. Znajduje się w nim na liście gatunków zagrożonych i wartych objęcia ochroną.
Nadrzewny grzyb saprotroficzny występujący w lasach liściastych i mieszanych na leżącym na ziemi martwym drewnie drzew, głównie na zagrzebanych w ziemi martwych korzeniach, rzadko na odsłoniętym drewnie. Notowany na wielu rodzajach drzew: klon, chruścina, brzoza, kasztan, leszczyna, głóg, eukaliptus, buk, jesion, śliwa, dąb, wierzba, jarząb i wiąz, rzadko na drzewach iglastych, takich jak jodła, świerk.